# Академия

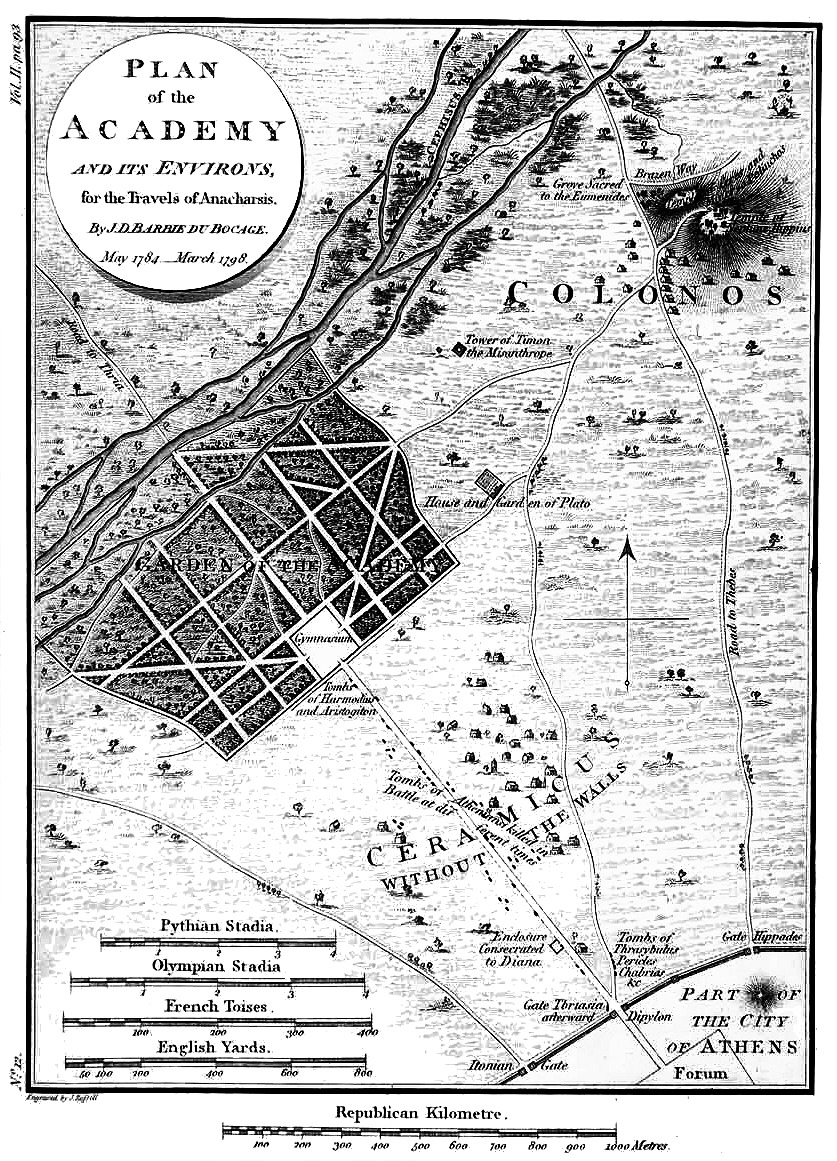
План античной Академии около Афин

Акаде́мия (греч. Ἀκαδήμεια, лат. Academia) — наименование научных учреждений (академии наук) и учебных заведений.

## Термин
Словом «академия» именовалась философская школа, которая была основана Платоном в 387 году до н. э. и располагалась в одноимённом саду (священная оливковая роща) около города Афины. Местность была так названа в честь мифического героя Академа (Ἀκάδημος).
Академия просуществовала на своём историческом месте с 385 года до н.э. по 529 год н. э. Она была закрыта императором Юстинианом I как оплот язычества.

## Академии наук
В России имеются четыре государственные академии наук — Российская академия наук (РАН) и три отраслевые академии: Российская академия образования (РАО), Российская академия архитектуры и строительных наук (РААСН), Российская академия художеств (РАХ). До 2013 г. государственных академий было шесть, но затем Российская академия медицинских наук и Российская академия сельскохозяйственных наук влились в РАН. Эти четыре академии согласно статье 19 Федерального закона № 253-ФЗ «О Российской академии наук, реорганизации государственных академий наук и внесении изменений в отдельные законодательные акты Российской Федерации» являются «некоммерческими организациями, которые созданы в форме федеральных государственных бюджетных учреждений». Академии наук координируют деятельность научно-исследовательских институтов и других научных организаций. Члены академий наук делятся на действительных членов (академиков) и членов-корреспондентов (членкоров). Титул академика (членкора) присваивается пожизненно. Новые члены академии выбираются на освободившиеся места путём кооптации на общих собраниях академии.
Академии наук в некоторых странах мира (в частности, бывшие республики СССР и страны Восточной Европы) повторяют российскую модель, в других странах имеют статус негосударственных организаций с ограниченным почётным членством.

## Общественные академии
Согласно Федеральному закону от 23 августа 1996 г. № 127-ФЗ «О науке и государственной научно-технической политике» научные работники вправе создавать на добровольной основе общественные объединения (в том числе научные, научно-технические и научно-просветительские общества, общественные академии наук) в порядке, предусмотренном законодательством Российской Федерации об общественных объединениях. Согласно названному закону общественные академии наук участвуют в координации научной и (или) научно-технической деятельности и действуют в соответствии со своими уставами и законодательством Российской Федерации. Органы государственной власти Российской Федерации могут привлекать на добровольной основе общественные объединения научных работников к подготовке проектов решений в области науки и техники, проведению экспертиз, а также на основе конкурсов к выполнению научных и научно-технических программ и проектов, финансируемых за счет средств федерального бюджета. Однако авторитет общественных академий в России значительно ниже, чем четырёх вышеназванных государственных академий наук.

## Образовательные академии
Академия — высшее учебное заведение, которое:
- реализует образовательные программы высшего и послевузовского профессионального образования;
- осуществляет подготовку, переподготовку и/или повышение квалификации работников высшей квалификации для определённой области научной и научно-педагогической деятельности;
- выполняет фундаментальные и прикладные научные исследования преимущественно в одной из областей науки или культуры;
- является ведущим научным и методическим центром в области своей деятельности.

(П.3 ст.9 Федерального закона «О высшем и послевузовском профессиональном образовании» от 22.08.1996 № 125-ФЗ).
В соответствии с Федеральным законом от 29.12.2012 № 273-ФЗ «Об образовании в Российской Федерации», вид образовательных организаций «Академия», как и «Институт» или «Университет», упразднён. В настоящее время «Академия» не является аккредитационным статусом образовательной организации. С 01.09.2013 слово «академия» является лишь частью названия организации.